# 보습코 기관
보습코 기관(영어: vomeronasal organ (VNO)) 또는 서골비기관 또는 보습코 연골 기관 또는 야콥슨 기관(영어: Jacobson's organ)은 많은 동물들에게서 발견되는 보조적인 후각 기관이다. 페로몬의 수용기관으로 알려진 이 기관은 1813년에 루트비히 야콥슨에 의해 발견되었다.

## 같이 보기
- 페로몬
- 후각
- 부후각 시스템
- 후각 시스템
- 플레멘 반응
- 페로몬
- 냄새
- 보습코 연골 (vomeronasal cartilage)
- 보습코 수용체 (vomeronasal receptor)